# إيڭودار امنابها
إيڭودار امنابها هي جماعة قروية في إقليم تارودانت بجهة سوس ماسة جنوب المغرب. وهي تضم 8720 نسمة حسب الإحصاء العام للسكان والسكنى لسنة 2014.

## دواوير الجماعة
- دوار أيت أيوب
- دوار تماسط
- دوار العوينة
- دوار الجرادات
- دوار عين اشعوي
- دوار أولاحسان
- دوار أيت الحسن
- دوار أبورحيم
- دوار الشراير
- دوار الزاوية
- دوار أولاد زكري
- دوار المغافرة
- دوار أولاد ادريس
- دوار أولاد عمران
- دوار أولاد فارس
- دوار أبغنان

## التعليم
قائمة المؤسسات التعليمية في جماعة إيڭودار امنابها:
- مجموعة مدارس النجاح (المركزية: تماصت / الوحدات: أيت لحسن أبو رحيم)
- مجموعة مدارس الطالعة (المركزية: زاوية سيدي عبد الله / الوحدات: أولاد فارس - الشراير - المغافرة - أولاد ادريس - أولاد عمران)
- مجموعة مدارس امنابها (المركزية: إيكودار / الوحدات: العوينة - الجرادات - عين اشعوي)